# Гренки
Гре́нки́, гренки-сухарики, крутоны (фр. croûton) — общераспространённое название изделия из ломтиков свежего или чёрствого хлеба, обжаренных с растительным маслом на сковороде, противне или в специальных кухонных устройствах бытового и промышленного назначения (жарочные шкафы, тостеры и другие).

## История

### Древний Рим
Самая ранняя известная ссылка на сладкие гренки находится в Апициевском корпусе (лат. Apicius), сборнике латинских рецептов, датированном IV (или V) веком н. э.; рецепт упоминает вымачивание в молоке, но не яйцах, и не даёт никакого специального названия, просто aliter dulcia — «другие сладкие блюда».

### Средние века

#### Центральная и Южная Европа
Под названиями «золотой суп» (итал. suppe dorate, soupys yn dorye, tostées dorées) и пайн пурдьё (от ст.-фр. payn purdyeu) блюдо было широко известно в Средневековой Европе, например, кулинарный эксперт XV века Мартино да Комо предлагал похожие рецепты. Французские тосты часто подавались с пернатой дичью и мясом. Слово «суп» в этих названиях относится к хлебу, смоченному в жидкости («соп»).
Обычно французское название pain perdu («потерянный хлеб») означает способ вернуть несвежий или иным образом «потерянный» хлеб; также pain doré «золочёный хлеб» или «поджаристый хлеб». Термин pain perdu ранее использовался в переносном смысле для обозначения невозвратных издержек.

#### Северная Европа
Немецкий рецепт XIV века использует название Arme Ritter («бедные рыцари»), это название также использовалось в английском и скандинавских языках. Кроме того, в XIV веке главное лицо ранней истории французской кухни Гийом Тирель представил рецепт «золотого супа» (tostées dorées). Сохранились английские рецепты XV века для pain perdu.
Австрийский и баварский термины pafese или pofese произошли от итальянского блюда павийский суп, от названия итальянского города Павии.

#### Восточная Европа
У украинцев потапцы (укр. потапці) — поджаренные или подсушенные небольшими кусочками хлебцы, типа сухариков, которые употребляют с кулешиками (протёртыми супами), гороховым или фасолевым супом, борщом, ухой, молоком.

## Ударение
В различных словарях приводится разное ударение. Согласно словарю «Русское словесное ударение» М. В. Зарвы 2001 года издания ударение падает на первый слог, в то время как «Русский орфографический словарь Российской академии наук» (отв. ред. В. В. Лопатин), «Толковый словарь русского языка» Ожегова и Шведовой 1992 года издания и «Большой толковый словарь» Кузнецова в редакции 2009 года допускают оба варианта ударения, приводя ударение на второй слог в качестве первого варианта.

## Виды и сервировка

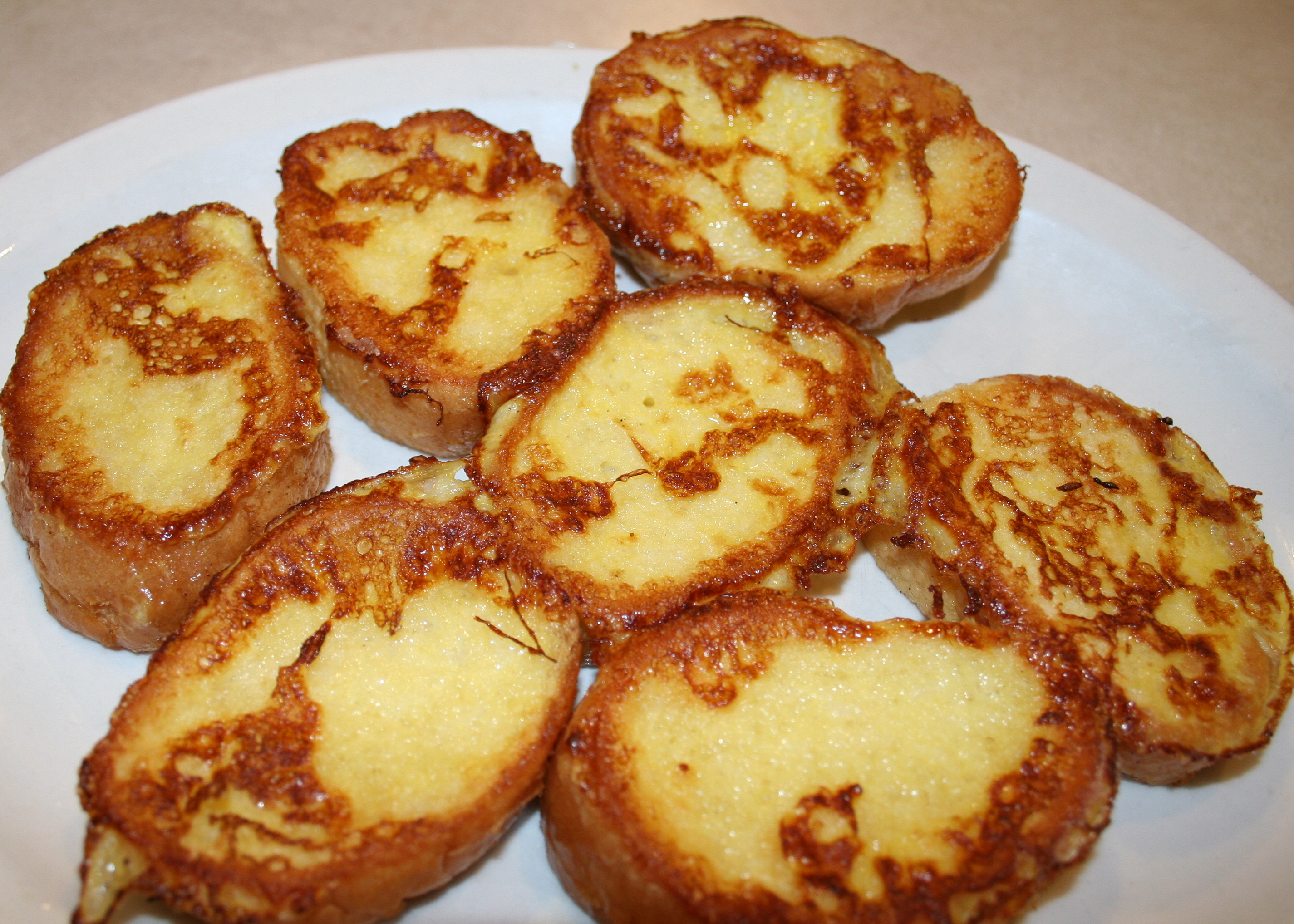
Сладкие гренки

Гренки могут украсить стол в любой праздник, при выездном обслуживании на природе; быстро и легко готовятся без специальных навыков; тосты популярны на завтрак во многих странах Европы и Америки.
Гренки по изготовлению бывают простыми (тостовый хлеб или тосты) и сложными. Сложные гренки готовят с использованием самых различных продуктов: фруктов, овощей, грибов, мяса, рыбы, морепродуктов, яиц, сыра.
Гренки могут быть как самостоятельной едой (лёгкой закуской), частью еды (ингредиентом) или украшением (гарниром), так, например, гренки с сыром, гренки острые, гренки из пшеничного хлеба относятся к мучным гарнирам. Раньше их, как ингредиент, добавляли в суп, вместо сухарей.
По вкусу гренки бывают солёными (крутоны) и сладкими.

#### Солёные гренки

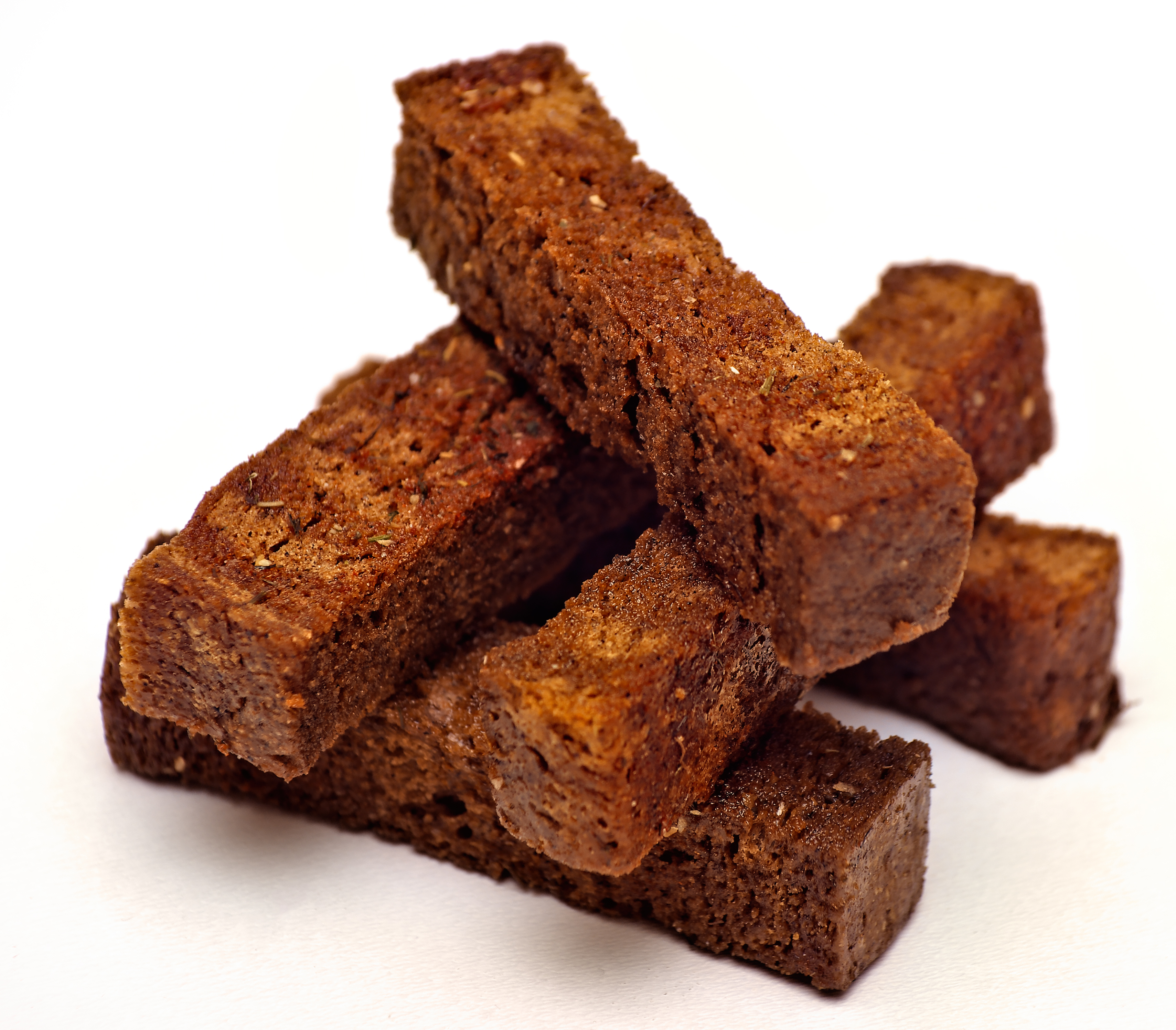
Гренки

Крутоны готовятся из любого хлеба и используются в качестве лёгкой закуски, например, гренки с чесноком к пиву, или как ингредиент супов, бульонов, салатов («Цезарь»), котлет и других блюд. Для добавления в супы (французский луковый суп) хлеб просто обжаривается с солью и/или чёрным перцем.

#### Сладкие гренки
Готовят только из пшеничного хлеба, обычно ломтики хлеба предварительно смазывают яйцом, вымачивают в молоке или льезоне — смеси яиц и молока, посыпают сахаром или фруктами, обжаривают и подают к чаю, какао, кофе и другим горячим напиткам как самостоятельное блюдо.

## Варианты приготовления
- Хлеб может быть погружён только в молоко, яичная смесь добавлена позже[17].
- Хлеб может быть выдержан в различных жидкостях, таких как вино, розовая вода или апельсиновый сок, до или после приготовления пищи[18][19].

## В разных странах и кухнях
- В Испании сладкий гренок называется торри́ха (исп. torrija). Хлеб размачивают в вине или молоке, жарят, иногда поливают оливковым маслом и лимонным соком, часто подают с мёдом или сахарным сиропом. Традиционное десертное блюдо в предпасхальную неделю и на Пасху[20].
- В США аналогичное блюдо называется «французскими тостами» (англ. French toast).
- В Гонконге «французские тосты» обжаривают во фритюре из нарезного хлеба, смоченного во взбитых яйцах или в соевом соусе, иногда подают со сливочным маслом и политым сверху «золотым сиропом[англ.]» или мёдом. Гренки в гонконгском стиле выполнены в виде сэндвича со сладкой начинкой[21], это типичное блюдо в гонконгских чайных — чхачханьтхэн[22].

Гренки в разных странах и кухнях
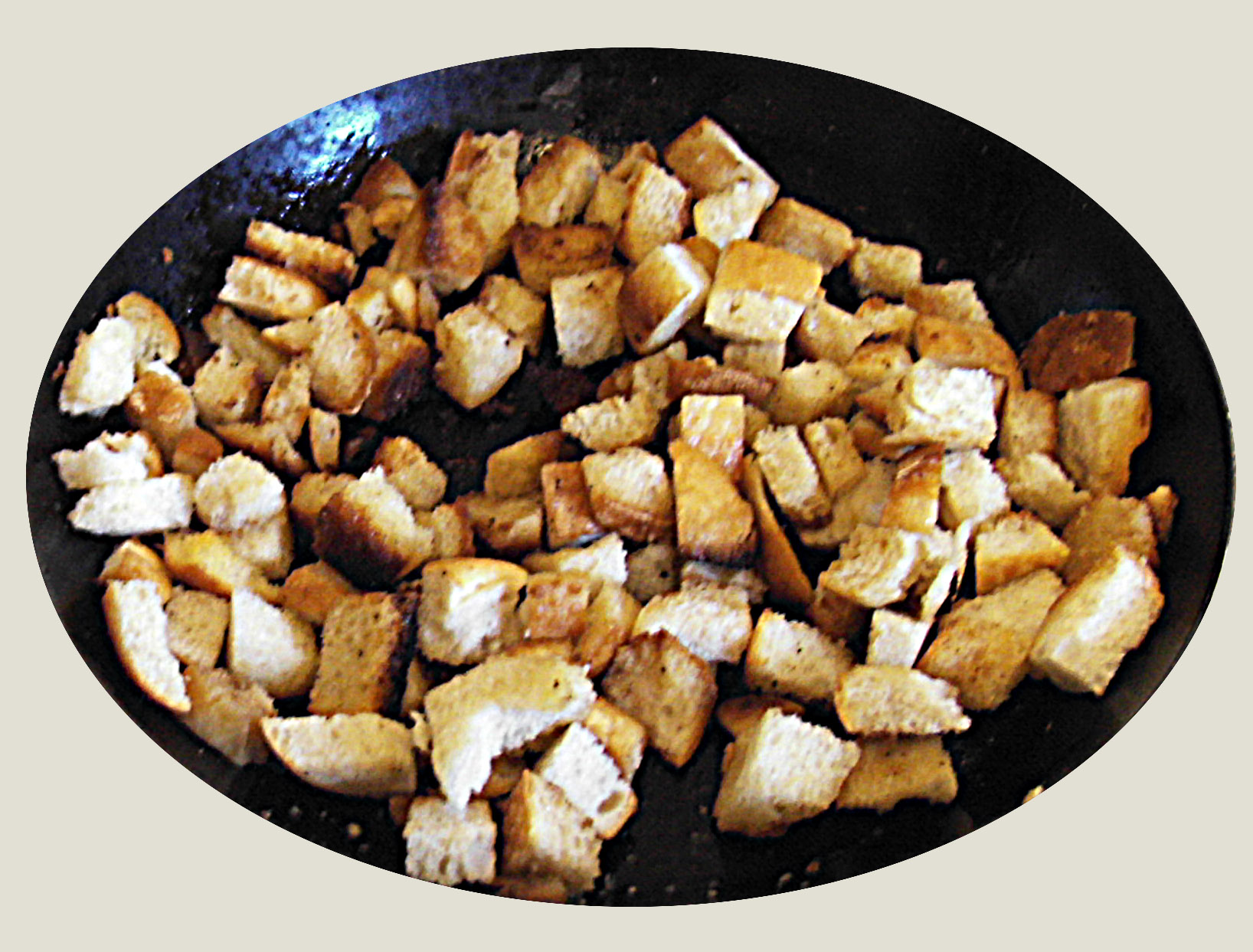
Солёные гренки для супа на сковороде
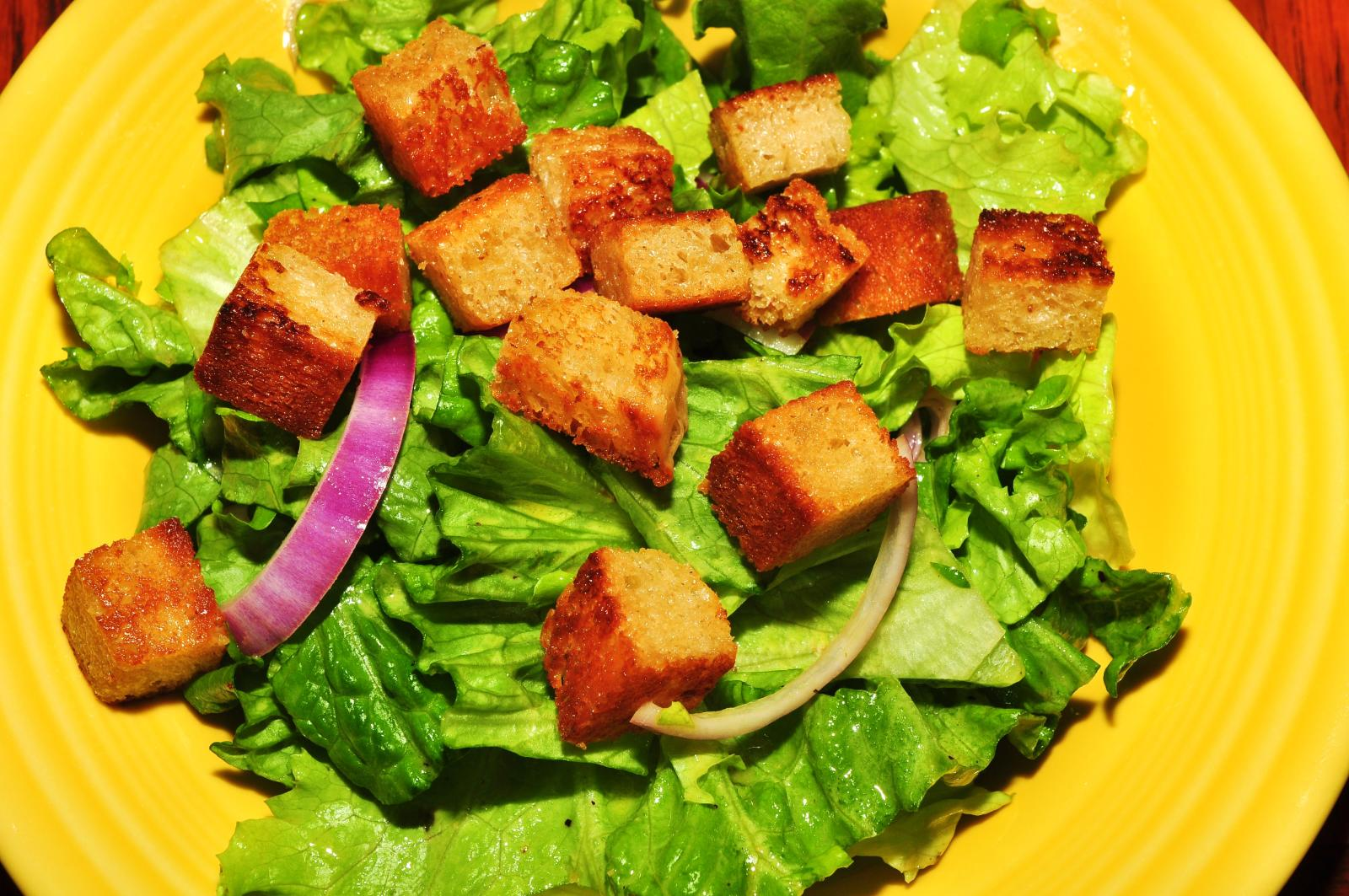
Гренки в салате
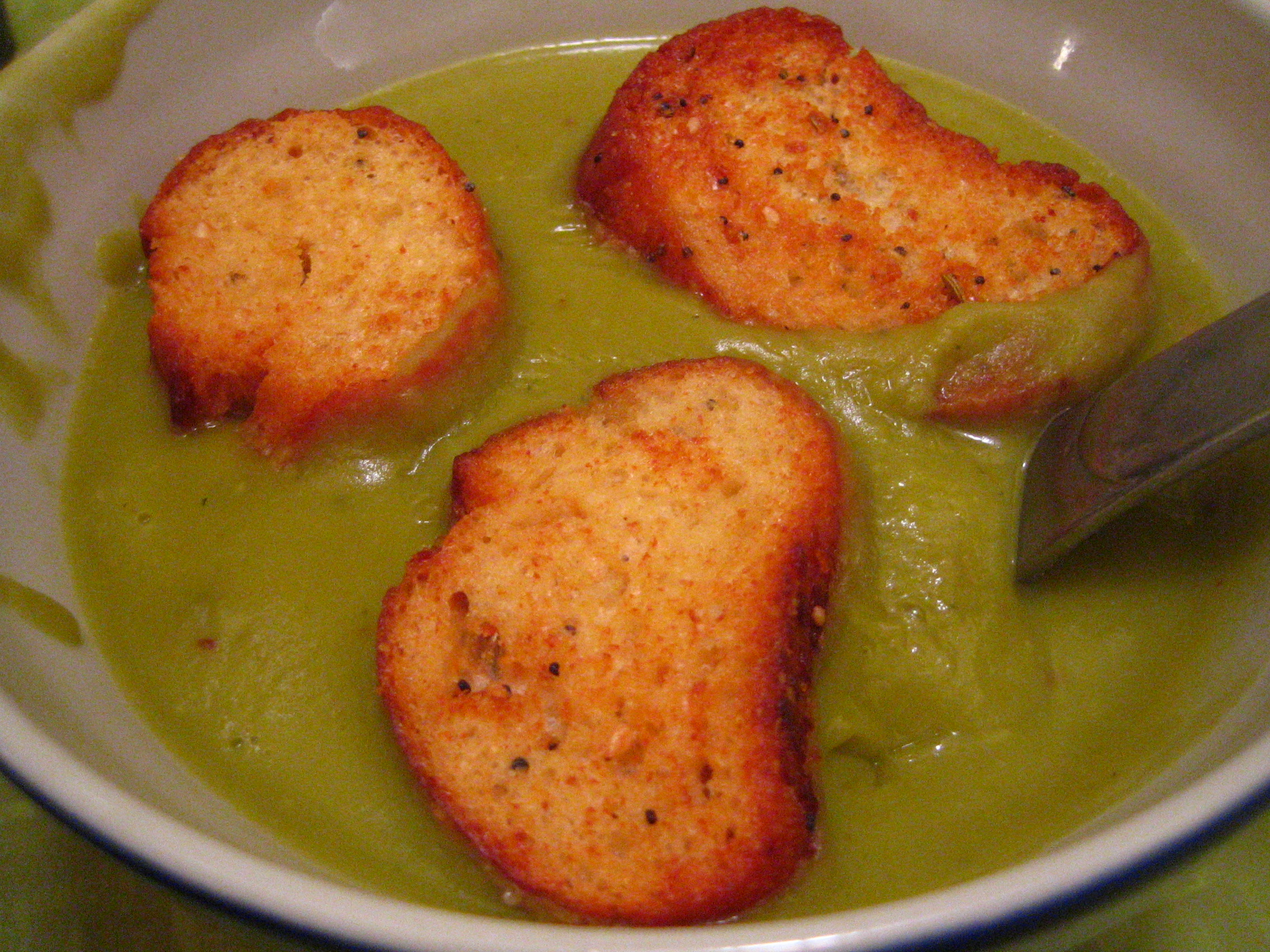
Большие сухари в супе
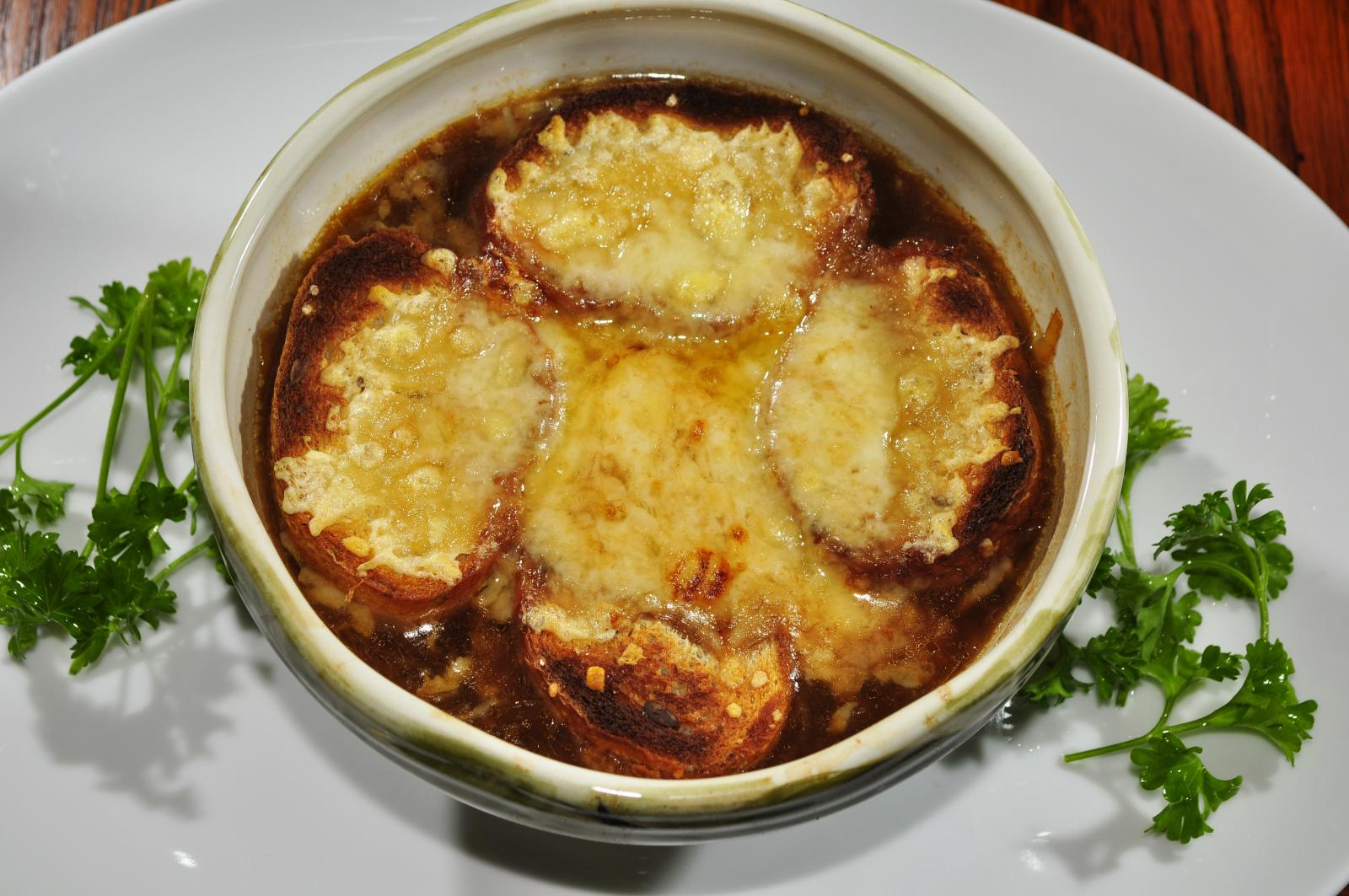
Сырные гренки в луковом супе
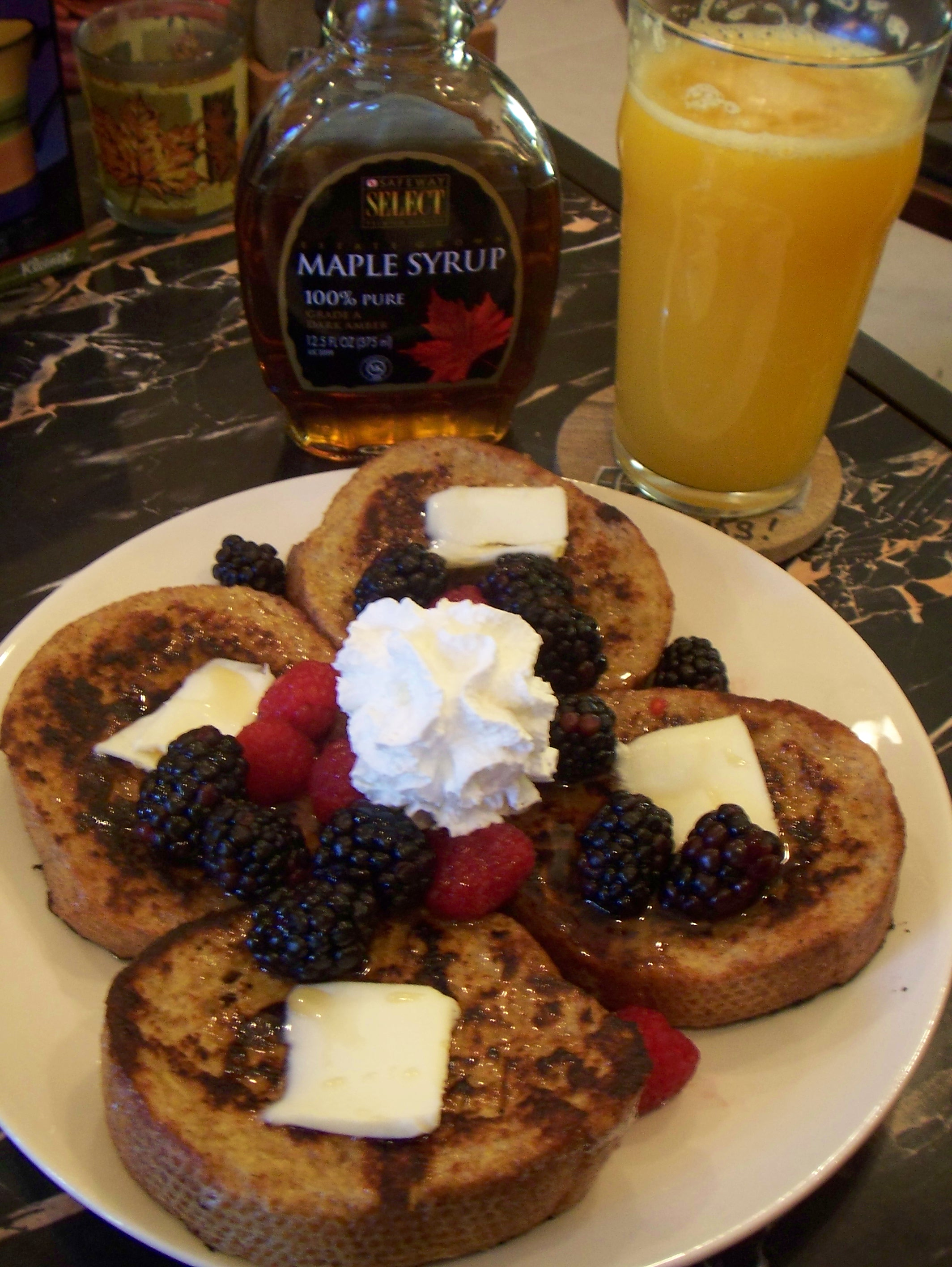
Французские тосты с фруктами, взбитыми сливками и кленовым сиропом
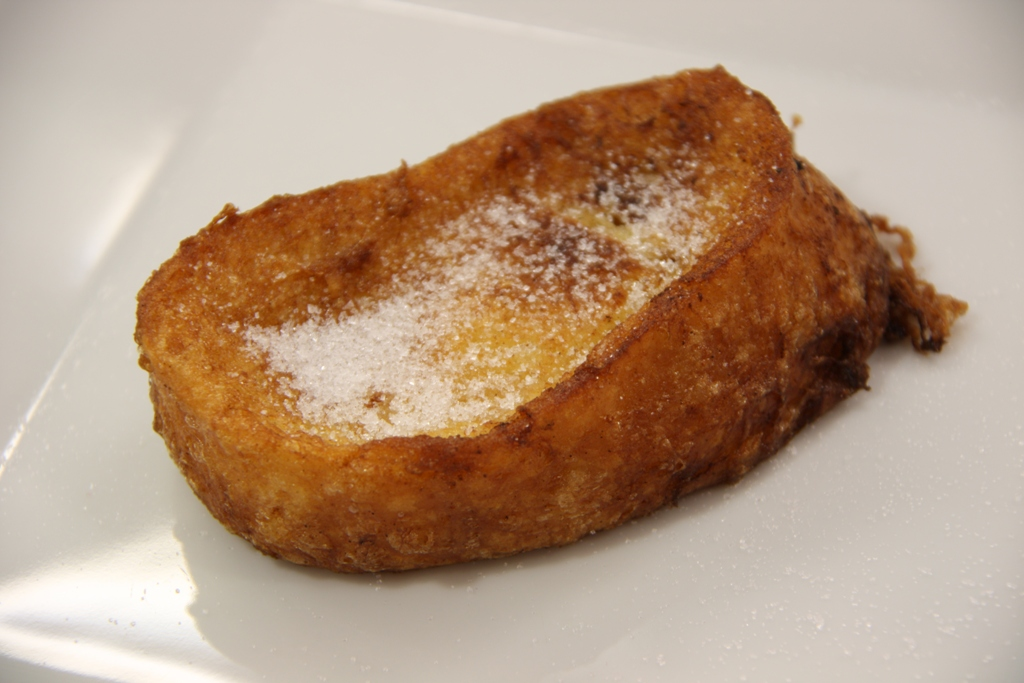
Испанские сладкие гренки (торриха) с сахаром
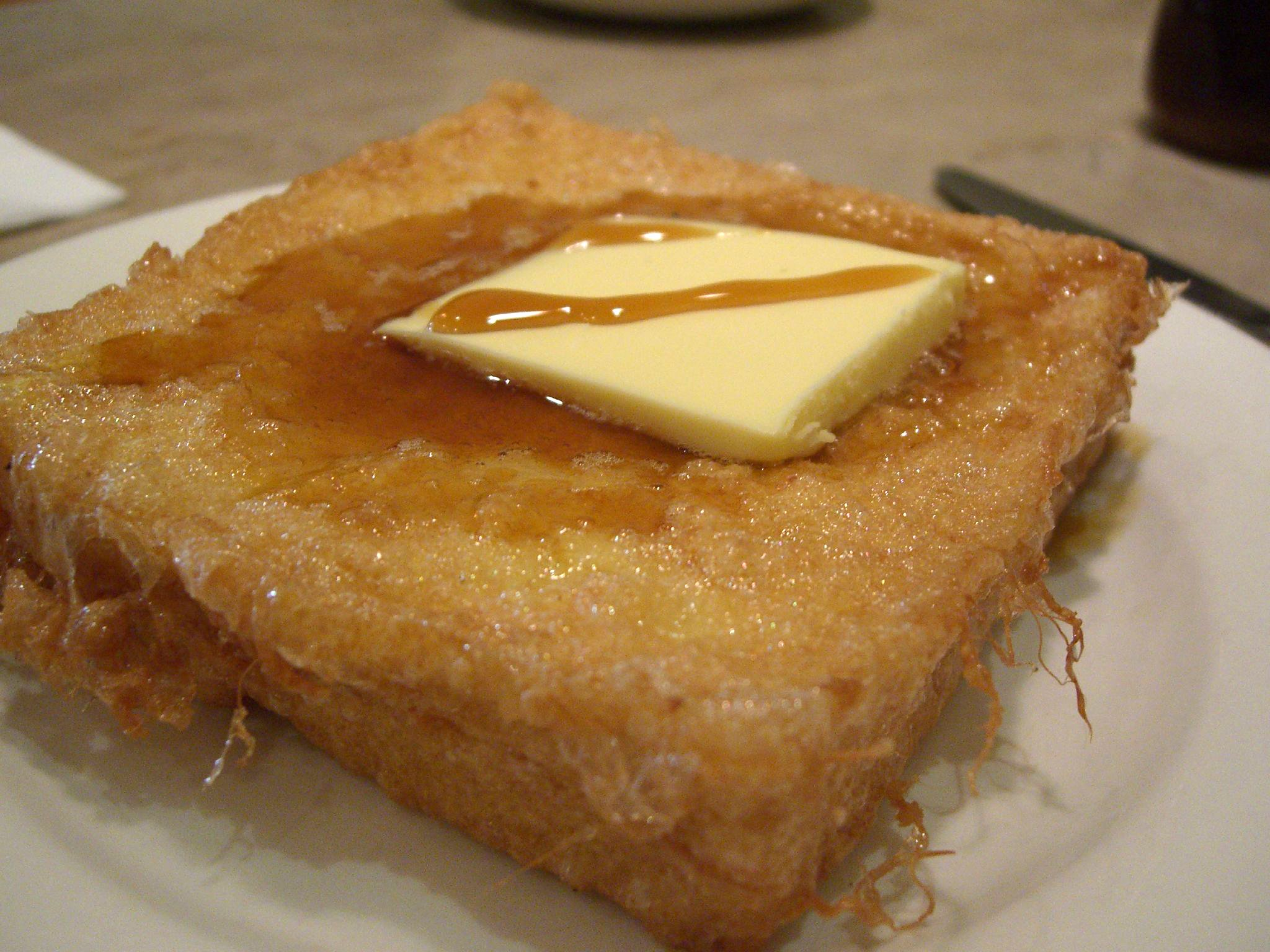
Французские тосты в гонконгском стиле